# Lithobius shaferi
Lithobius shaferi är en mångfotingart som beskrevs av Karl Wilhelm Verhoeff 1942. Lithobius shaferi ingår i släktet Lithobius och familjen stenkrypare. Inga underarter finns listade i Catalogue of Life.